# Icon (альбом Nirvana)
| Оценки критиков | Оценки критиков |
| Источник        | Оценка          |
| --------------- | --------------- |
| Allmusic        | [ 1 ]           |

Icon (с англ. — «Икона») — сборник американской гранж-группы Nirvana, выпущенный 31 августа 2010 года.

## Содержание
Icon — вторая коллекция хитов группы. Альбом был выпущен как часть серии Icon, выпущенной Universal Music Enterprises, в которую вошли лучшие хиты «от 30 главных исполнителей, охватывающих рок, поп, R&B и кантри».
Как и в случае с первым сборником лучших хитов группы Nirvana, выпущенным в 2002 году, альбом начинается с «You Know You’re Right», которая впервые была выпущено на первом сборнике и записана во время последней студийной сессии группы в январе 1994 года. За ним следуют четыре сингла со второго альбома группы Nevermind («Smells Like Teen Spirit», «Come as You Are», «Lithium» и «In Bloom»), далее три сингла с их третьего альбома 1993 года In Utero («Heart-Shaped Box», «Pennyroyal Tea» и «Rape Me»), а также трек того же альбома «Dumb». Также сборник включает в себя «About a Girl» версии MTV Unplugged, выпущенную в виде сингла для продвижения альбома MTV Unplugged in New York в октябре 1994 года, и «All Apologies», выпущенную в качестве промосингла.
В отличие от Nirvana, Icon не содержит материала, первоначально выпущенного на первом лейбле группы Sub Pop, заменяя студийную запись «About a Girl» с альбома Bleach версией MTV Unplugged и не содержит обложек.

## Отзывы
Стивен Томас Эрлевайн из AllMusic назвал альбом «короткой, приятной коллекцией, которая не копает глубоко и даёт поклонникам то, что они хотят».

## Список композиций
Все треки написаны вокалистом и гитаристом группы Куртом Кобейном, за исключением второй песни, написанной всеми участниками коллектива.
| №  | Название                             | Альбом                    | Продюсер                           | Длительность |
| -- | ------------------------------------ | ------------------------- | ---------------------------------- | ------------ |
| 1  | You Know You're Right                | Nirvana                   | Адам Каспер                        | 3:37         |
| 2  | Smells Like Teen Spirit              | Nevermind                 | Бутч Виг                           | 5:02         |
| 3  | Come as You Are                      | Nevermind                 | Бутч Виг                           | 3:40         |
| 4  | Lithium                              | Nevermind                 | Бутч Виг                           | 4:17         |
| 5  | In Bloom                             | Nevermind                 | Бутч Виг                           | 4:15         |
| 6  | Heart-Shaped Box                     | In Utero                  | Стив Альбини                       | 4:40         |
| 7  | Pennyroyal Tea (ремикс Скотта Литта) | In Utero                  | Стив Альбини                       | 3:36         |
| 8  | Rape Me                              | In Utero                  | Стив Альбинии                      | 2:50         |
| 9  | Dumb                                 | In Utero                  | Стив Альбини                       | 2:31         |
| 10 | About a Girl                         | MTV Unplugged in New York | Алекс Колетти, Скотт Литт, Nirvana | 3:08         |
| 11 | All Apologies                        | MTV Unplugged in New York | Алекс Колетти, Скотт Литт, Nirvana | 3:45         |

## Участники записи
- Курт Кобейн (вокал, гитара)
- Крист Новоселич (бас-гитара)
- Дэйв Грол (барабаны)
- Пэт Смир (на гитаре в рамках MTV Unplugged)
- Лори Голдстон (виолончель в All Apologies)
- Кира Шейли (виолончель в Dumb)

## Чарты
| Чарт (2010)                 | Высшая позиция |
| --------------------------- | -------------- |
| Greece Albums (IFPI Greece) | 37             |

| Чарт (2017)                       | Высшая позиция |
| --------------------------------- | -------------- |
| Us Top Catalog Albums (Billboard) | 46             |

## Сертификации
| Страна | Сертификация | Продажи |
| ------ | ------------ | ------- |
| Канада | Золотой      | 40,000  |